# Okres Ștefan Vodă
Okres Ștefan Vodă je okres v jihovýchodním Moldavsku. Žije zde okolo 70 tisíc obyvatel a jeho sídlem je město Ștefan Vodă. Na sever sousedí s okresem Căușeni, na východě s částečně autonomním regionem Podněstří a na jihu s Ukrajinou.